# Six Degrees of Inner Turbulence
Six Degrees of Inner Turbulence는 프로그레시브 메탈밴드 드림 시어터의 6번째 정규앨범이다. 엘렉트라 레코드를 통해 2002년 발매되었으며 2CD로 구성되어있다.

## 영향
이 앨범에 영향을 미친 앨범은 다음과 같다 - 메탈리카의 'Master of Puppets', 라디오헤드의 'The Bends'(포트노이가 만든 라디오헤드의 부틀렉도 포함), 판테라의 'Far Beyond Driven', 'Mouth for War', 메가데스의 곡 "Holy Wars... The Punishment Due", U2의 'Achtung Baby', 나인 인치 네일스의 'The Downward Spiral', 사운드가든의 'Superunknown', 앨리스 인 체인스의 'Dirt', 케빈 길버트의 'Thud', 킹스 엑스의 'Faith Hope Love', 갈라틱 카우보이스의 'Space in Your Face', 벨라 바르톡, 레이지 어게인스트 더 머신의 'The Battle of Los Angeles', 그리고 마리아 티포의 'Chopin Nocturnes' 등이 있다.

## 콘셉트
6집 'Six Degrees of Inner Turbulence'는 콘셉트 앨범으로, 1번 CD에는 알콜 중독, 믿음의 상실과 죽음 등 다양한 삶의 역경에 관한 주제를 담은 5개의 곡이 실려있다. 2번 CD는 42분 분량의 곡 1개가 실려있으며 8개 파트로 나뉘어있다. 이 곡은 6가지의 정신적 질병 - 조울증, 외상후 스트레스 장애, 정신분열병, 산후 우울증, 자폐증, 해리 - 에 대한 이야기를 다루고 있다. 나아가서 이 앨범에 실린 6개의 곡수와, 각각의 곡이 서로 다른 형태의 내적 격량에 관한 이야기를 다루고 있다는 점은 앨범의 타이틀과 서로 관련성이 있음을 암시한다.
이 앨범은 클래식, 포크, 메탈 등 다양한 장르의 음악을 수용하였다. 또한 몇몇 곡들에서는 특정 아티스트의 영향을 확연히 알 수 있는 부분이 눈에 띄는데, 대표적으로 "Overture", "Goodnight Kiss"의 마지막 부분, "Grand Finale" 등에서는 의심할 여지 없이 캔자스의 앨범 'Leftoverture'에 실린 곡 "The Wall"과의 연관성을 느낄 수 있다. "Solitary Shell"은 피터 가브리엘의 곡 "Solsbury Hill"과 비교하여 곡 제목과 음악적 형태 등에서 닮은 점을 찾을 수 있고 빌리 조엘의 곡 "The Entertainer"에 등장하는 신스 오르간, 어쿠스틱 기타와도 유사점을 찾을 수 있다.

## 곡 설명
- 앨범의 첫 곡 "The Glass Prison"은 12단계 연작의 첫 세 파트를 담당한다. 12단계 연작은 포트노이가 알콜중독에서 치료된 과정에 대한 이야기를 다루고 있으며, 이후에 "This Dying Soul"('Train of Thought'), "The Root of All Evil"('Octavarium'), "Repentance"('Systematic Chaos'), "The Shattered Fortress"('Black Clouds & Silver Linings')까지 이어진다. 한편 곡의 도입부는 전 앨범 'Scenes from a Memory'의 마지막에 등장하는 화이트 노이즈를 그대로 갖고 왔으며 이로 인해 두 앨범이 서로 자연스럽게 이어지도록 하는 효과가 있다.

- "The Great Debate"는 줄기 세포 연구에 관한 주제를 중립적인 시각에서 다룬 곡이다. 이 곡의 원제는 "Conflict at Ground Zero"였으며 또한 "Disappear"의 원제는 "Move On"이었다.[3]

- "Misunderstood"에서 존 페트루치는 일단 기타 솔로를 연주한 뒤 그것을 역재생시켜 새로운 악보를 만들었다. 그런 다음 이 악보에 따라 솔로 연습을 다시 해서 그것을 녹음했다. 따라서 이 곡에서의 기타솔로는 처음부터 그렇게 만들어진 것처럼 들리지만 사실은 역재생을 통해 새로운 멜로디를 만들어낸 것이다[4]. 이러한 녹음 방식은 '비틀즈'의 조지 해리슨이 곡 "I'm Only Sleeping"에서 처음 만들어냈다.

## 수록곡

### CD 1
전체 작곡: 존 페트루치, 존 명, 조던 루디스, 마이크 포트노이
| #             | 제목                                                                             | 작사          | 재생 시간 |
| ------------- | -------------------------------------------------------------------------------- | ------------- | --------- |
| 1.            | 〈"The Glass Prison" - "I. Reflection" - "II. Restoration" - "III. Revelation"〉 | 포트노이      | 13:52     |
| 2.            | 〈"Blind Faith"〉                                                                | 라브리에      | 10:21     |
| 3.            | 〈"Misunderstood"〉                                                              | 페트루치      | 9:34      |
| 4.            | 〈"The Great Debate"〉                                                           | 페트루치      | 13:43     |
| 5.            | 〈"Disappear"〉                                                                  | 라브리에      | 6:46      |
| 총 재생 시간: | 총 재생 시간:                                                                    | 총 재생 시간: | 54:18     |

### CD 2
| #  | 제목 | 작사                                                                                            | 재생 시간                                                     |
| -- | --- | ----------------------------------------------------------------------------------------------- | ------------------------------------------------------------- |
| 6. | 〈"Six Degrees of Inner Turbulence" - "I. Overture" - "II. About to Crash" - "III. War Inside My Head" - "IV. The Test That Stumped Them All" - "V. Goodnight Kiss" - "VI. Solitary Shell" - "VII. About to Crash (Reprise)" - "VIII. Losing Time/Grand Finale"〉 | 포트노이, 페트루치 - 페트루치 - 포트노이 - 포트노이 - 포트노이 - 페트루치 - 페트루치 - 페트루치 | 42:04 - 6:50 - 5:51 - 2:08 - 5:03 - 6:17 - 5:48 - 4:05 - 6:01 |

## 차트 성적
빌보드 200:
- Six Degrees of Inner Turbulence - 46위

빌보드 탑 인터넷 앨범:
- Six Degrees of Inner Turbulence - 1위

## 구성원
- 제임스 라브리에 – 리드 보컬
- 존 명 – 베이스
- 존 페트루치 – 기타, 백킹 보컬
- 마이크 포트노이 – 드럼, 백킹 보컬
- 조던 루디스 – 키보드